# Notre-Dame des désemparés
Notre-Dame des désemparés est un roman de Christian Murciaux publié en 1958 aux éditions Plon et ayant reçu le Grand prix du roman de l'Académie française en 1960 ainsi que le Prix littéraire Prince Pierre de Monaco en 1964.

## Éditions
- Notre-Dame des désemparés, éditions Plon, 1958
- Notre-Dame des désemparés, éditions André Sauret, 1972